# Брил (Рајналанд)
Брил (њем. Brühl) град је у њемачкој савезној држави Северна Рајна-Вестфалија. Једно је од 10 општинских средишта округа Рајн-Ерфт. Према процјени из 2010. у граду је живјело 44.491 становника. Посједује регионалну шифру (AGS) 5362012, NUTS (DEA27) и LOCODE (DE BRU) код.

## Географски и демографски подаци
Брил се налази у савезној држави Северна Рајна-Вестфалија у округу Рајн-Ерфт. Град се налази на надморској висини од 65 метара. Површина општине износи 36,1 km². У самом граду је, према процјени из 2010. године, живјело 44.491 становника. Просјечна густина становништва износи 1.232 становника/km².

## Међународна сарадња
| Мјесто              | Држава               | Врста сарадње | Од    |
| ------------------- | -------------------- | ------------- | ----- |
|                     | Турска               | партнерство   | 2002. |
| Халкида             | Грчка                | партнерство   | 1999. |
| Кунице              | Пољска               | партнерство   | 1997. |
| Ројал Лемингтон Спа | Уједињено Краљевство | партнерство   | 1973. |
|                     | Француска            | партнерство   | 1964. |
| Извор               |                      |               |       |